# Красностоп золотовский
Красносто́п золото́вский — технический (винный) сорт винограда, используемый для производства красных вин в России. Один из важнейших автохтонных сортов для современного российского виноделия, и рядом экспертов оценивается, как лучший винный сорт страны.

## История
Впервые упоминается в начале XIX века, в 1814 году. Сорт происходит из долины реки Дон, вероятно, из нынешнего Константиновского района Ростовской области. Его начали культивировать неподалёку от станицы Золотовской и хутора Ведерников.
До сих пор существует история, рассказываемая туристам, что сорт завезли донские казаки из Франции, после 1812 года, и что он ведёт свою родословную от сорта Каберне-совиньон или Мерло. Учёные выдвигали и другую версию, о происхождении сорта от кавказских, конкретнее, дагестанских сортов винограда. Окончательно на вопрос происхождения сорта к 2013 году ответил ампелограф Жозе Вуйямо, который, после сравнения генетических маркеров у красностопа с другими сортами винограда, не обнаружил совпадений и сделал вывод о том, что сорт — автохтонный[уточнить].
В иноязычной популярной литературе существуют как минимум две неправильных версии о происхождении названия — от выражения «красная стопка», мол, якобы, в России пьют вино стопками, или от выражения «красная стопа», мол, якобы, сок винограда сильно красит ступни ног при выдавливании ногами. На самом деле, «стопой» донские казаки называли виноградную гребненожку, которая у этого сорта красного цвета.

## География
Сорт является автохтоном России. Культивируется в Ростовской области, Краснодарском крае.

## Основные характеристики
Кусты среднерослые.
Листья мелкие, округлые, среднерассечённые, трехлопастные, часто с очень широкой средней лопастью, гладкие, немного блестящие, снизу с сильным паутинистым опушением.
Цветок обоеполый.
Грозди мелкие, конические, средней плотности или, реже, рыхлые.
Ягоды мелкие, округлые, тёмно-синие, зачастую с фиолетовым оттенком, покрыты обильным восковым налетом. Кожица средней толщины. Мякоть сочная.
Вызревание побегов хорошее.
Сорт среднего периода созревания. Период от начала распускания почек до полного созревания ягод 136 дней при сумме активных температур 2820 °С.
Урожайность 60—80 ц/га.
Сорт относительно морозоустойчив. Устойчивость против грибных заболеваний средняя.

## Характеристика вина
Используется для производства высококачественных сухих красных вин, как моносортовых, так и купажированных. Вместе с цимлянским чёрным и плечистиком составляет купаж оригинального букета цимлянских вин.
Вина обладают очень насыщенной окраской — темно-рубиновой с фиолетовыми оттенками. Распространенные тона в аромате: слива, вишня, черника, чернослив, чёрный перец, черноплодная рябина, джемовые и эвкалиптовые ноты.
Вина обладают потенциалом к хранению.
Некоторые известные российские виноделы, имеющие вина из красностопа в своих портфолио, это «Вина Арпачина», «Винодельня Ведерников», «Винодельческий дом Бюрнье», «Фанагория», «Цимлянские вина», «Chateau Le Grand Vostock».

## Синонимы
Красностоп, Красностоп Анапский, Чёрный винный.
Некоторые ампелографы классифицируют Красностоп Анапский, как клон Красностопа, а не идентичный сорт.
Сорт плечистик тоже иногда называют чёрным винным, что порой приводит к путанице.